# アンダー・ザ・スキン 種の捕食
『アンダー・ザ・スキン 種の捕食』（アンダー・ザ・スキン しゅのほしょく、Under the Skin）は、2013年に制作されたSFスリラー映画。イギリス・アメリカ合衆国・スイスの合作映画。第70回ヴェネツィア国際映画祭コンペティション部門に出品された。

## あらすじ
冬のスコットランドグラスゴー。バイクの男が脱力した若い女を道外れから連れ出して白いライトバンの荷台に載せる。裸の女（スカーレット・ヨハンソン）が若い女の服を脱がし自ら身にまとう。ショッピングセンターで服と化粧品を買った後、町から町へとライトバンを運転する女は、1人で歩いている男に次々と声をかける。彼女と親密な雰囲気になった男たちは廃屋に招かれるが、服を次々と脱いでいく彼女の後ろを付いていくと、彼らは暗闇の中で黒い液体のなかに沈み込む。
海岸にて、女はウェットスーツを着て泳いでいた男を引っかけようとするが、溺れている2人組に邪魔される。男は夫の方を救い出すが、夫は妻を助けようとまた海に戻り2人とも溺れる。ウェットスーツの男が疲れ切って海辺で横たわっていると、女は石で男の頭を殴り、ライトバンに男を引きずり込む。女は溺れた夫婦の幼児には目もくれず車を出す。夜遅く、バイクの男がウェットスーツの男の衣類を回収するが、まだ浜辺にいた幼児は放置する。
女はナイトクラブに行き、また別の男をひっかける。廃墟にて、男は女を追って暗闇に入り込み、液体の中に沈み込む。液体中に浮かんでいる男は、目の前に今や全裸になったウェットスーツの男を見つける。ウェットスーツの男は生きてはいるものの、膨らんでいてほとんど動かない。男が彼に手を伸ばそうとするが、ウェットスーツの男の体は破裂して、赤い物体がといを伝って流れ出す。
翌日、女は通りの花売りから、同じく渋滞の中にいる男からの贈り物だというバラを受け取る。ラジオからは海岸で行方不明になった家族のニュースが流れている。女は暗い部屋に入り、バイクの男から念入りにチェックされる。女は歩道を歩いている際につまづいて転び、通行人らに助け上げられる。数多くの街の暮らしや人同士のやり取りの場面が映る。顔の変形した孤独な男は、女に声をかけられる。人付き合いを避けている彼は、女性と付き合ったことがないと言う。女は男を家に招き入れるが、鏡を見て自分を確かめた彼女は結局、彼を逃がす。バイクの男は彼を捕まえ車に押し込み、バイクを乗り捨てて車で立ち去る。
スコットランド高地地方。女は霧の中、ライトバンを乗り捨てる。レストランにて女は、ケーキを食べようとするが吐き出してしまい、周りの客に怪しまれる。雨の中を歩く彼女に、バス停近くの男が声をかける。バスの中で、彼は女に支援の申し出をし、女は受け入れる。彼は自宅にて女に食事を用意しテレビを見る。あてがわれた部屋で1人になった女は鏡で体を確かめる。バイクの男は他の3人のバイク乗りと一緒に女を追いかける。日は変わり、男は水たまりを女を抱えて通り過ぎ、2人で廃城を訪れる。女は男の助けを借り数段階段を下る。男の自宅にて、2人はキスをしセックスを始めるが、女は途中でやめ股間を確認する。
女は森の中をさまよい歩いている。途中、森林作業員の男に出会い言葉を交わした後に避難小屋に入り込む。眠りに落ちた彼女は、森林作業員の男に触れられて、目を覚ます。女は森に逃げ込むが、男は必死に逃げようとする女をつかまえて、乱暴しようと地面に押し倒す。男が女の衣服を脱がそうとすると、剥ぎ取った皮膚の下に黒いのっぺりとした体が姿を現す。女が上半身の皮膚を全て剥ぎ取ると、その黒い存在があらわになる。すると、そこへ逃げ去った森林作業員の男が戻ってきて、彼女に油をかけて火をつける。女を焼いた場所からは煙が立ち昇り、雪の降る空に消えていく。別の場所にて、バイクの男は山頂に立ち、雪原を見渡す。

## キャスト
※括弧内は日本語吹替
- 女…スカーレット・ヨハンソン（深見梨加）
- バイクの男…ジェレミー・マクウィリアムス
- ウェットスーツの男…クリシュトフ・ハーディック　（森多夏良）
- ナイトクラブの男…ポール・ブラニガン（英語版）（大塚智則）
- 顔の変形した男…アダム・ピアソン（森多夏良）
- 自宅に泊める男…マイケル・モアランド
- 森林作業員の男…デイヴ・アクトン
- 黒い体…ジェシカ・マンス

## 評価
- 「カイエ・デュ・シネマ」誌が選ぶ2014年の映画トップ10では、第3位を獲得した[5]。
- 英国映画協会が発行する「サイト&サウンド」誌が選ぶ、2014年の映画トップ20では、第5位を獲得した[6]。
- 英ガーディアン紙が選ぶ2014年映画ベスト10の第1位を獲得[7]。
- 米ローリング・ストーン誌が選ぶ2014年の映画ベスト10で第9位を獲得[8]。

### 受賞
| 年   | 映画賞                                   | 賞         | 対象                     | 結果       |
| ---- | ---------------------------------------- | ---------- | ------------------------ | ---------- |
| 2014 | 第24回ゴッサム・インディペンデント映画賞 | 作品賞     |                          | ノミネート |
| 2014 | 第24回ゴッサム・インディペンデント映画賞 | 主演女優賞 | スカーレット・ヨハンソン | ノミネート |
| 2014 | 第40回ロサンゼルス映画批評家協会賞       | 音楽賞     |                          | 受賞       |
| 2014 | 第9回ダブリン映画批評家協会賞            | 作品賞     |                          | 次点       |
| 2014 | 第9回ダブリン映画批評家協会賞            | 監督賞     | ジョナサン・グレイザー   | 次点       |
| 2014 | 第9回ダブリン映画批評家協会賞            | 女優賞     | スカーレット・ヨハンソン | 次点       |